# 雄風三型反艦飛彈誤射事件

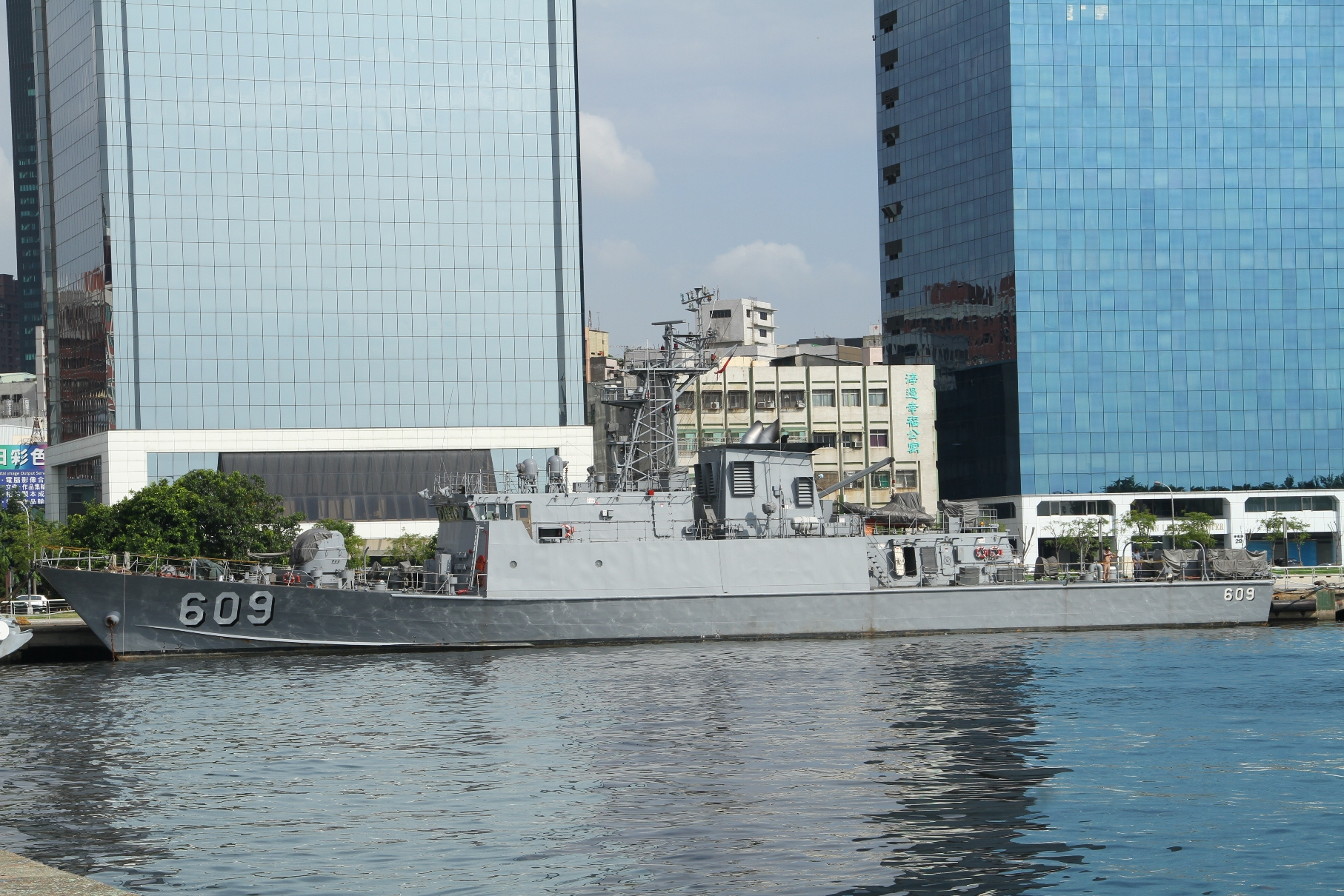
圖為和金江號巡邏艦同型艦的高江號巡邏艦

雄風三型反艦飛彈誤射事件是一宗中華民國軍事事件，發生於2016年7月1日。中華民國海軍原先規劃在海軍左營基地水星碼頭內對500噸級金江號巡邏艦（ROCS PGG-610）進行年度甲類操演驗收，但在進行系統檢查時，艦上中士由於人為因素導致錯誤發射一枚雄風三型反艦飛彈，最後飛彈進入澎湖縣望安鄉東吉嶼的東南方海域，並追蹤貫穿一艘正於中華民國領海內作業的高雄籍漁船駕駛艙，造成船上人員一死三傷，飛彈擊中之處在澎湖群島東側、距離臺灣海峽中線仅有66海里之遠。對此，中華民國國防部海軍司令部參謀長梅家樹中將召開緊急記者會，初步認定誤射事件是因為人員違規操作所造成，並派遣直升機和船艦前往飛彈墜落海域搜查殘骸但始終未尋獲，中華民國參謀總長嚴德發上將則親率國防部參謀本部專案小組、以及國防部副部長李喜明上將率部本部人員聯合南下高雄調查。

## 背景

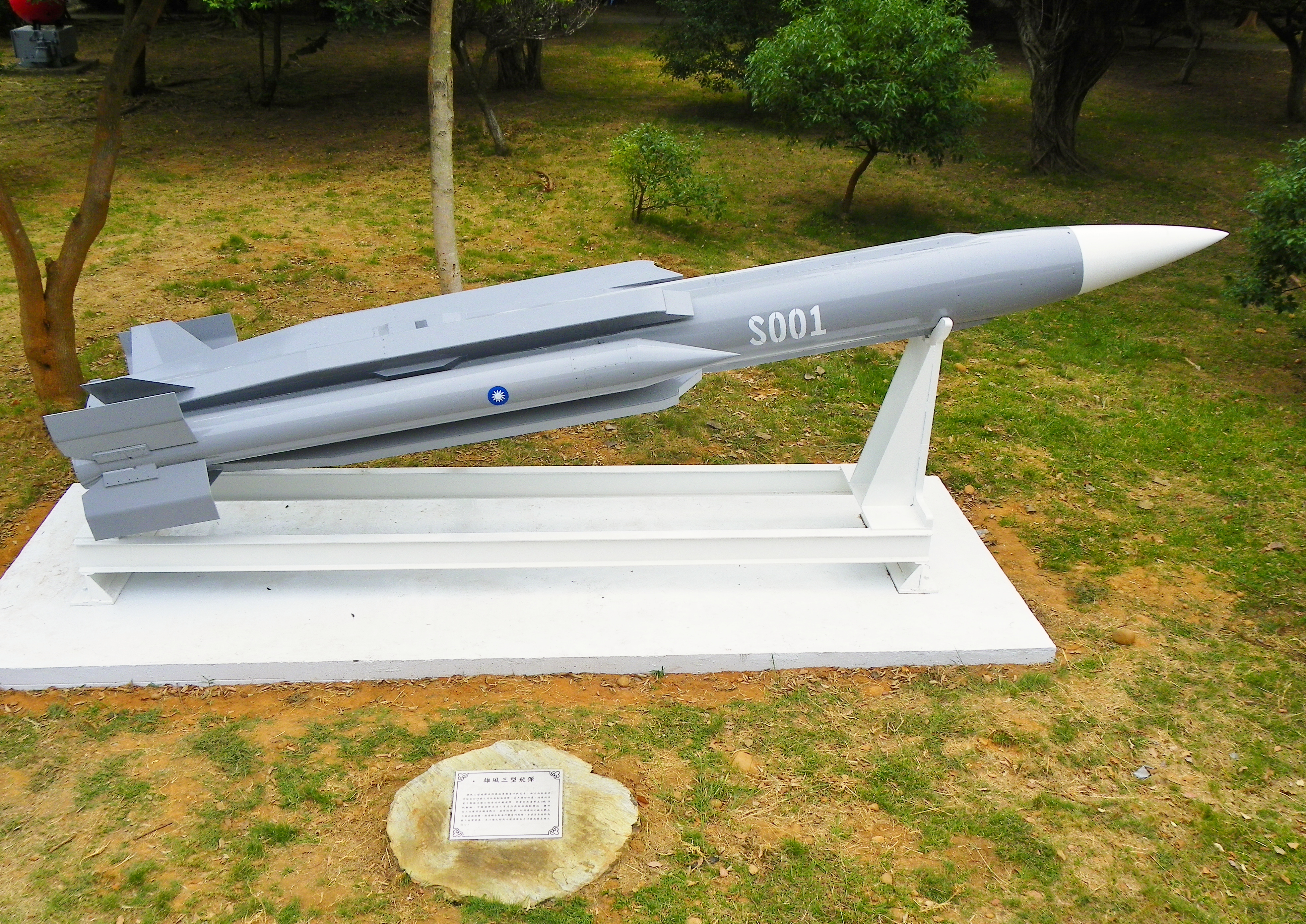
雄風三型反艦導彈

雄風三型反艦飛彈是中華民國國家中山科學研究院自行研發的超音速反艦飛彈，設計之初被用於針對中國人民解放軍海軍航空母舰和航空母舰戰鬥群。並且有「航母殺手」的稱呼。其中雄風三型反艦飛彈對於敵方船艦目標有極佳穿透效果，且因速度達超音速的緣故而難以防禦；同時飛彈的射程極遠，被认为可在臺灣海峽上直接摧毀解放軍軍艦。

## 經過
2016年7月1日，隸屬中華民國海軍海軍131艦隊的500噸級金江號巡邏艦停泊在左營港計畫實施年度甲類操演驗收，上午6時40分所有艦上的雄風三型反艦飛彈已分別接上「火線安全接頭」以備驗收時執行測試模式（非實彈射擊）。該艦左舷和右舷各配備兩枚雄三飛彈，如果是訓練而非實戰，每個飛彈要接上一條火線和一具模擬器。一艘船上有兩具模擬器，為因應甲操時測裁官臨場指定目標，該艦人員便為各在左、右舷的一、二號彈各裝了一具模擬器，但同樣各在左、右舷的三、四號彈就因為沒裝模擬器而變成真正待射的「熱彈」。上午8時10分左右，當時艦長林伯澤少校正在陸上的艦隊指揮部開會。在甲板上的官兵剛下船集合準備接受測驗官校閱，艦上只有射控士官長陳銘修、中士高嘉駿在戰情室。
當時陳銘修因從清晨5、6時許就在準備操演，口渴想要喝水，於是短暫離開了戰情室；高嘉駿獨自在戰情室，為熟練操作程序，隨意輸入座標。事後高嘉駿與陳銘修都向檢方供稱，要測試飛彈裝置，需先把戰情室控制飛彈發射的觸控螢幕轉為「作戰模式」，平日飛彈射控系統都習於設定在「訓練模式」操作，由於觸控螢幕上「作戰模式」的說明字體很小且多達3、40行，而「作戰模式」文字只顯示在其中一行，高嘉駿一時緊張沒細看，還沒切換回「訓練模式」，就一路當作平常「訓練模式」複誦，並按完「檢查是否正常」、「設定目標」、「選擇飛彈」等相關程序，最後在按下「允許發射」時，彈箱依設計發出了蜂鳴聲警告旁人走避，但正巧因艦上沒其他人，戰情室內又沒注意聽蜂鳴聲，高嘉駿就接著再按下了「發射」。
由於高嘉駿一開始誤選了「雙彈」模式，其設定的假想目標又位於西北方，故發射系統自動選擇使用船艏向東靠泊的金江艦之左舷兩發飛彈，其中一枚雄三飛彈因裝有模擬器而不會發射，另一枚卻在上午8點15分（台灣時間，但監視器時間為08:12）被誤射升空。由於被發射的飛彈為戰備彈（all-up round，指立即可用之常備彈藥），因此缺乏能由外界強制自毀的裝置。近2分鐘後，飛彈飛向約百公里外的實際作戰空域，其主動雷達在目標海域自行搜索目標，擊中了離虛擬目標點1.9海里的高雄籍漁船“翔利昇”號並貫穿駕駛艙，飛彈重創船長黃文忠頭部造成他當場身亡，另有三人遭到濺射的金屬碎塊打中受傷；因漁船船身結構較弱，飛彈直接穿過而未發生爆炸，並墜至左營港西北方40海里、澎湖東吉嶼東南方海域內。
中華民國海軍隨後派遣直升機和水面艦艇展開搜尋，國防部參謀本部參謀總長嚴德發上將也率領專案小組前往高雄調查。軍方也立刻通報中華民國國家安全會議，由後者負責處理後續海峽兩岸關係的問題。國防部海軍司令部參謀長梅家樹中將之後召開緊急記者會，表示初步了解應該是操作人員未按照正常程序而造成誤射，並將在行政調查後追究相關責任。在传出事发海域有渔船爆炸并造成人员伤亡的消息之后，辦案人員初步認定應與飛彈誤擊無關，將進一步鑑定和調查。7月1日下午，中華民國國防部再次召開記者會，會上國防部發言人陳中吉少將證實飛彈造成一死三傷，並對此表達歉意，也要求海軍司令部全力做好慰問和相關協助事項，國防部不會推諉。

## 調查及究責
事發當天，中華民國國防部便公布了處分结果。包括海軍司令黄曙光上將在内，共有七人被處分，其中黄曙光自請記過一次，海軍艦隊指揮部指揮官蕭維民中將記過二次，海軍第一三一艦隊艦隊長胡志政少將記過兩次、海軍金江艦艦長林柏澤少校記大過一次、海軍金江艦兵器長許博為中尉記大過一次、海軍金江艦射控士官長陳銘修記大過兩次、海軍金江艦飛彈中士高嘉駿記大過兩次；林柏澤、許博為、陳銘修和高嘉駿同时被依法偵辦。
7月1日晚上，臺灣高雄地方檢察署隨即約談相關人員並展開偵訊，7月2日凌晨認定飛彈中士高嘉駿及射控士官長陳銘修涉及業務過失致死、業務過失傷害、及陸海空軍刑法過失毀壞直接供作戰軍用設施、物品罪嫌，諭令兩人各以30萬元新臺幣交保，艦長林伯澤及兵器長許博為請回。對於媒體質疑向飛彈傳遞發射命令的「火線」應不應該接上，海軍參謀長梅家樹則表示，在日常訓練與測試中會接上火線。為了解決此問題，海軍司令部下令，原先的兵器長負責飛彈的火線將提升至艦長負責保管。
7月4日，立法院外交及國防委員會舉行第36次全體委員會議，下午議程排定以國防部部長馮世寬與國家中山科學研究院副院長、外交部次長、國家安全局副局長、行政院大陸委員會副主任委員、行政院海岸巡防署副署長報告「海軍金江艦誤射雄三飛彈事件暨可能肇生之區域影響評估」，並備質詢。對於前幾天的媒體報導以及國防部公開資訊，再對立委進行詳細說明。
7月24日，國防部及海軍的調查報告出爐，報告將誤射遠因歸於飛彈發射系統設計不良沒有考量人因工程造成人為操作失當，近因則在指揮系統為準備甲級操演而未遵照標準作業流程而讓操作手單獨留在戰情室。上列機制失靈，導致準備操演時軍艦配備的四枚飛彈中，有兩枚誤設為可以發射的熱彈，最後將一枚飛彈誤射到澎湖外海。為了防止未來再次發生類似情境，軍方要求中科院對系統做兩大方向的修正，一是系統新增一條訓練迴路，讓模擬操演可以不需加裝火線；二是飛彈實際發射需要再加上只有艦長知道能夠輸入的「輸入密碼」程序。
8月29日，高雄地檢署偵查終結，認定金江艦中尉兵器長許博為、射控士官長陳銘修均涉犯刑法第130條廢弛職務釀成災害罪嫌，高嘉駿涉有刑法第276條第2項業務過失致死、刑法第284條第2項業務過失傷害與陸海空軍刑法第58條第2項過失毀損武器罪等罪嫌，均提起公訴。
11月1日，受害者家屬獲國賠金新台幣3484萬元。
2017年9月30日，臺灣高雄地方法院一審宣判，高嘉駿業務過失致人於死判刑1年半、兵器長許博為業務過失致人於死判刑1年2月、射控士官長陳銘修業務過失致人於死判刑2年，全案可上訴。
2018年6月7日，臺灣高等法院高雄分院二審宣判，高嘉駿業務過失致人於死判刑1年半、兵器長許博為業務過失致人於死判刑1年2月、射控士官長陳銘修業務過失致人於死判刑1年9月，全案可上訴。
2019年12月26日，最高法院三審宣判，原判決（即第二審判決）關於許博為、陳銘修、高嘉駿罪刑部分撤銷。高嘉駿因過失致人於死判刑1年4月、兵器長許博為因過失致人於死判刑1年、射控士官長陳銘修因過失致人於死判刑1年7月定讞。

## 國際社會反應

### 中華民國
時任中華民國總統蔡英文表示，她要特別向船長的家屬表達最深切的哀悼之意，「黃太太（船長妻）說得沒有錯，這種事情根本不應該發生」，她承諾政府會用最負責的態度來處理後續相關事宜，同時做出六點裁示，要求軍方限期改善，調查事件真相。
時任行政院院長林全表示，對於國軍誤擊造成人民死亡，表示特別的難過與抱歉，國軍就這件事有檢討，後續要向社會大眾說明清楚。
時任澎湖縣縣長陳光復表示，澎湖縣政府在接獲通報有海軍飛彈誤射後，即密切注意整起事件，如今國防部已經證實漁船為飛彈所擊中，身為澎湖縣大家長，無法忍受傷人性命之事在澎湖海域發生，他要代表全澎湖人表示遺憾與抗議。
國防部部長馮世寬慰問死者家屬時曾當面說：「感謝上帝，損失降到最少。」引發外界抨擊失言。
事發後，中國國民黨立委江啟臣怒斥國軍「連神經都沒了」，民進黨立委陳亭妃、黃偉哲以及時代力量立委林昶佐也表示國軍需要進行整頓，也有很多民眾認為海軍應該好好檢討此次事件，以避免類似事情再發生。
率先在Facebook爆料誤射事件的國民黨政策會執行長蔡正元表示，飛彈誤射可能引發台海危機，並呼籲國防部長馮世寬應該下台負起政治責任。他還表示，如果北京政府反擊，“高雄已毁於戰火，陈菊也早已不在人世”，被擊中的漁船“救了陳菊，救了高雄，也救了台湾”。
針對蔡正元認為雄風三型飛彈會打中廈門，國防部軍事發言人陳中吉強調，左營到廈門約300多公里，但雄三的射程僅150公里，如果自左營為起點，是絕對打不到廈門。「軍情與航空」網站主編施孝瑋指出飛彈專門攻擊水面艦，並不是用來打陸地，最大射程約只有150公里，甚至連海峽中線都打不到。況且飛彈具自毀功能，當無法找到目標區內的攻擊目標，即會再往前飛一段距離，其自毀裝置就會自動開啟而自爆墜海，也不會打到澎湖。
前總統李登輝表示，軍方應該不是故意的，可能是人員處理不好，而且也沒超過海峽中線，應該沒什麼事，但海軍要處理，如果處理不對就應負責任。
立法委員蔡易餘表示，臺灣的飛彈掉到自己的領海純屬內政問題，當務之急應先將國防的螺絲拴緊，而非立即把要拴螺絲的人趕下台，要求國防部提出更精進的檢討作為。
海軍司令部上將司令黄曙光7月2日晚間回答記者提問時稱“雄三導彈誤射跟共產黨黨慶毫無關係”“完全是訓練失慎的重大事件”。同日，國防部官網以問答的形式，釋称“誤射事件為一連串的違反紀律與連續犯錯所造成，並非外界所傳‘陰謀論’”，也否認此事件為菜鳥所為。
國家安全局局長楊國強表示：臺灣是民主社會，官民都是意見互申、相互磨合，才能讓民主繼續往前走，現在的時機就是這樣，家屬當然會有情緒，為了民主的腳步能繼續前進、發展，很多事情軍方必須「要認帳」。國安局也抨擊中國刻意渲染、趁機對臺施加政治壓力是借題發揮。
本次事件也引起許多民間人物與學者討論與投書。中興大學國際政治研究所教授蔡明彥認為這件事情背後可能有組織文化過度依賴甚至放任士官、以及基層部隊可否具備操作高科技武器系統能力的兩大問題；淡江大學國際事務與戰略研究所博士揭仲呼籲兩岸應該建立「意外情形通報與查證機制」，以防範類似事件造成誤會。

### 中华人民共和国
尽管導彈並未飛越臺灣海峽中線，但由於方向朝向中國大陸，且事發时恰逢中国共產黨成立95周年纪念日，此事件被部分中国大陆網友視為臺灣方面的挑釁行为。國台辦主任張志軍在事發后表示此事「影響非常嚴重」，臺灣方面必須提出「負責任的說明」，並稱未收到台湾方面的通报。当天下午，中華民國大陸委員會发布新闻稿回應本次導彈發射事件純屬意外，陆委会已向中國大陆方面进行了通报，并再次向國際強調“政府致力維護臺海及區域和平與穩定的決心，沒有任何改變”。
台湾《壹周刊》报道称，在金江艦誤射雄三飛彈後，国军侦测到中國大陆福建省附近导弹火控雷达开机信号，可能表明解放军已经准备反击。但退役海軍中將蘭寧利從技術面否認了這一可能性，中華民國军方也表示解放军機艦狀態沒有任何異常。

### 菲律賓與越南
外交部於事發當日即主動通報兩位受傷漁工所屬的菲律賓和越南两國駐臺機構，兩國人員對外交部轉知訊息均表感謝。外交部也透過駐外館處通知菲律賓、越南、美國、日本、新加坡，並指示駐菲、越二代表處與受傷漁工家屬聯繫並代表臺灣政府表達慰問。兩位於左營國軍總醫院住院治療的漁工斐重文（越南籍）和卡拉（菲律賓籍）都選擇繼續留臺工作。

### 美国
外交部長李大維表示美國在接獲臺灣通知後允諾提供技術性協助以瞭解發生原因。美國國務院則表示，美國與臺灣政府部門有聯繫接觸，美國對意外事件造成的生命損失表達遺憾，並強調這起事件不會改變美國對臺軍售及美臺防務合作的政策，美國政府依舊堅定信守支持臺灣自主防衛能力的承諾，而這符合《台灣關係法》的規定。事後美國聲稱為了避免類似誤射事件再次發生，要求臺灣提供雄三飛彈的參數，被臺灣駐美人員拒絕，但美國堅持要將此訊息傳回臺灣，並交由中華民國國防部高層決定，最後依然被中華民國國防部拒絕。